# 中華之星 (郵輪)
中華之星（MV China Star）是一艘游轮。船体采用大型游轮中较为罕见的雙體式設計，排水量達20,095噸。

## 历史
1991年，该船由STX芬兰旗下劳马船厂建造，1992年建成，当时名为「雷迪逊·钻石」号，是首艘双体邮轮，服役于丽晶七海邮轮公司至2005年。其后该船被售予何鸿燊，改名为「亚洲之星」号，服役于其旗下的亚洲邮轮公司。2012年，该船被浙江商人募集各地资本组建的中国邮轮公司买下，改名为“中华之星”号。2017年，UEI邮轮投资有限公司将其买下并改名为“塞班之星”号。2021年，“塞班之星”前往山东鑫弘重工船厂维修时，因大风原因于威海附近走锚触礁而搁浅，直至2024年仍未脱离，反而成为当地打卡景点。